# Jaga Jazzist
Jaga Jazzist ist eine norwegische, achtköpfige Nu-Jazz-Band aus Tønsberg.

## Bandgeschichte
Gegründet wurde die Formation 1994 von Lars Horntveth; zu diesem Zeitpunkt war der Großteil der Band noch nicht volljährig. Ihre Musik ist vor allem durch den Klang von Blasinstrumenten wie Saxophon, Trompete, Posaune, Tuba und Bassklarinette geprägt. Weitere Instrumente sind: E-Gitarre, E-Bass, Fender Rhodes, Vibraphon sowie Effekte und Synthesizer. Seit 2001 erscheinen ihre Tonträger beim Osloer Plattenlabel Smalltown Supersound, das alle Veröffentlichungen zusätzlich an Ninja Tune sublizenziert. 2003 nahm die Bläsersektion von Jaga Jazzist zusammen mit Motorpsycho das Album Motorpsycho + Jaga Jazzist Horns – In The Fishtank auf.
Einige Mitglieder Jaga Jazzists sind auch bei der norwegischen Pop-Band The National Bank vertreten, Martin Horntveth spielt bei der Avant-Metal-Band Killl. Weitere Projekte in Form der Band Shining und der jeweiligen Soloprojekte der Brüder Martin und Lars Hornveth werden weiterhin veröffentlicht.

## Besetzungen

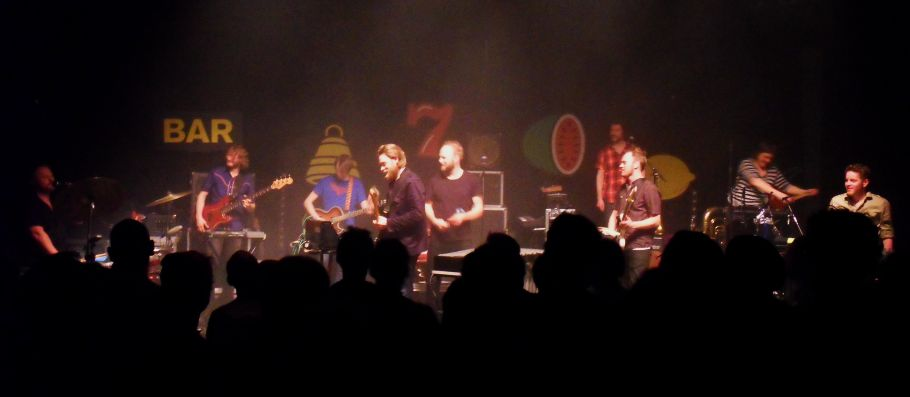
Konzert auf der „One Armed Bandit Tour 2011“ auf Kampnagel, Hamburg

Die Besetzung variierte in der Bandgeschichte häufig, wobei die Zahl der Bandmitglieder bis 2010 immer zehn Musiker betrug; auf dem 2010 veröffentlichten Album One-Armed Bandit ist Jaga Jazzist erstmals ein Nonett. Nachdem Mathias Eick 2014 die Band verlassen hatte, wurde das 2015 erschienene Album Starfire von den übrigen acht Mitgliedern eingespielt.
Als Gründungsmitglieder sind heute noch aktiv:
- Lars Horntveth (Tenorsaxophon, Baritonsaxophon, Bassklarinette, E-Gitarre, Keyboard)
- Andreas Mjøs (Vibraphon, Gitarre, Schlagzeug, Elektronik)
- Martin Horntveth (Schlagzeug, Drum-Machines)
- Ketil Einarsen (Querflöte)
- Line Horntveth (Tuba, Percussion)
- Even Ormestad (Bass, Keyboard)

## Einflüsse
Die Musik von Jaga Jazzist bezieht Einflüsse aus diversen Musikrichtungen und führt diese neu zusammen. Im Zusammenhang mit der Musik werden jedoch vor allem Einflüsse von Bands wie Talk Talk, Soft Machine, Erik Satie, John Coltrane, Don Cherry, Aphex Twin, Stereolab, Squarepusher, Isotope 217 und Tortoise genannt.

## Diskografie

### Alben
- Jævla Jazzist Grete Stitz (1996)
- A Livingroom Hush (2001)
- The Stix (2003)
- What We Must (2005)
- One-Armed Bandit (2010)
- Live with Britten Sinfonia (2013)
- ’94-’14 (2014, Kompilation)
- Starfire (2015)

### EPs
- Airborne/Going Down (2001)
- Animal Chin (2003)
- Day (2004)
- Magazine (2004)
- Bananfluer Overalt (2010)
- Pyramid (2020)
- The Tower (2021)

### Projekte
- Motorpsycho + Jaga Jazzist Horns – In The Fishtank (2003)